# Marco Ramstein
Marco Ramstein (Basilea, 22 novembre 1978) è un giocatore di curling svizzero.

## Biografia
Partecipò all'età di 23 anni ai XIX Giochi olimpici invernali edizione disputata a Salt Lake City (Stati Uniti d'America) nel 2002, riuscendo ad ottenere la medaglia di bronzo nella squadra svizzera con i connazionali Christof Schwaller, Markus Eggler, Damian Grichting e Andi Schwaller.
Nell'edizione la nazionale norvegese ottenne la medaglia d'oro, la canadese quella d'argento.